# オノーレ・ミラボー

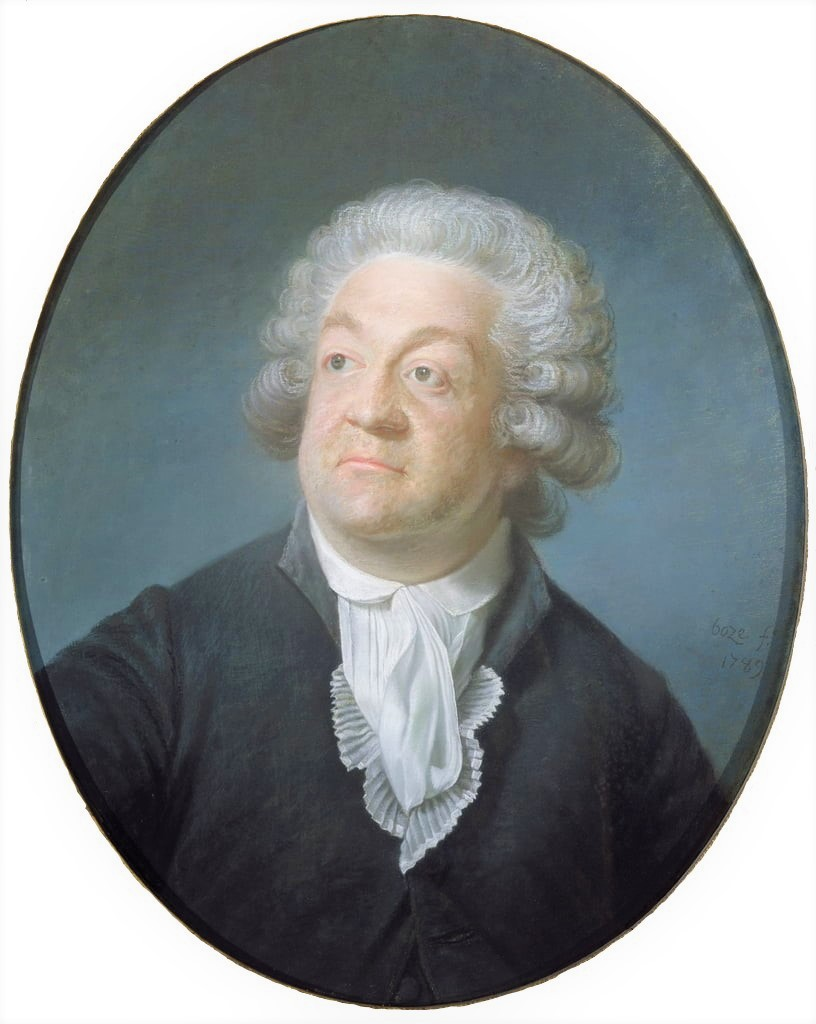
ミラボーの肖像画

ミラボー伯爵オノレ・ガブリエル・ド・リケティ（仏: Honoré-Gabriel de Riqueti<正書法によりRiquettiと綴られることもある>, Comte de Mirabeau, 1749年3月9日 - 1791年4月2日）は、フランス革命初期の中心的指導者である。一般的には、単にミラボーと呼ばれる。「政略のミラボー」の異名をとる。

## 生涯
ヴィクトール・リケッティ・ド・ミラボーの次男としてビニョン(現在のロワレ県ル=ビニョン=ミラボー)に生まれ、3歳の時に誤った天然痘の治療により、顔に黒い斑点が残った。エクス＝アン＝プロヴァンスの大学の法学部で学び、とくに将来民法典を編纂したJean Étienne Marie Portalisに影響を受けた。1768年には、軍隊に入っていたが、借金を抱え、父を怒らせた。父は債権者から彼を免れさせるために、ミラボーを数回ヴァンセンヌ城に閉じ込め、最終的にはフランシュ＝コンテ地域圏のジュー城に1775年に閉じ込めた。革命前から学識と放蕩者としての評判ですでに庶民の間でも有名であり、1789年の全国三部会では、貴族の出身として第二身分議員の資格もあったが、演説の才能は抜きんでていたので、エクス＝アン＝プロヴァンスの第三身分議員としても選出され、本人は二つの当選から敢えて第三身分議席を選んで会議に臨んだ。1789年6月23日、三つの身分の代議員を招集した会議で代議員を国民の代表とみなす発言をした。革命の初め頃の彼の果たした役割は重要なものであった。選挙民に会議の報告書を送り、ヴェルサイユで今何が起こっているかをフランス全土に知らせた。三つの身分の会合は彼の提案によるものであり、彼は国民議会の中心的人物であった。
ブルジョワ的立場から初期の革命を主導し（イギリス型）立憲君主制を主張したが、同じ開明貴族のラファイエットや三頭派ら政敵の妨害によって、念願であった大臣就任はいつも阻まれた。雄弁と、その開放的な庶民性から国民に絶大な人気があったものの、絶頂期に突如として42歳で病死した。死の翌日に解剖が行われたが、毒物などは発見されなかった。病死から2日後に大規模な葬儀が行われ、聖ジュヌヴィエーヴ寺院に偉人として埋葬された。しかし、死後にルイ16世と交わした書簡と多額の賄賂の存在が暴露されて、名声は地に落ちることになった。寺院が後にパンテオンと呼ばれるようになった頃、革命下に暗殺されたジャン＝ポール・マラーをコルドリエ教会から改葬する際、ミラボーの遺体は棺ごと搬出され、サン・テチエンヌ区の委員に引き渡された後、同区の共同墓地に改葬された。
一方で、ミラボーという強力な王制護持論者の死によって、王室は立憲議会との太いパイプを失った。革命の進展に対する不安に駆り立てられたルイ16世と王妃マリー・アントワネットは、王妃の実家であり敵国でもあるオーストリアに助力を求め、国王一家亡命未遂事件を起こすが、この事件は国王と王室に対する民衆の信頼を失墜させ、革命のさらなる急進化を誘い、その後の8月10日事件、ひいてはルイ16世、マリー・アントワネットのギロチンによる処刑、ブルボン王政の終焉に繋がった。

## ミラボーが登場する作品
ゲーム
アサシン クリード ユニティ

漫画
ベルサイユのばら
ナポレオン -獅子の時代-
欲望の聖女 令嬢テレジア